# Мекленбург-Гюстров
Ме́кленбург-Гюстров (нем. Mecklenburg-Güstrow) — северогерманское герцогство XV—XVII веков, впоследствии образовавшее вендский округ в великом герцогстве Мекленбург-Шверин.

## История
Герцогство Мекленбург-Гюстров возникло в 1621 году в результате Второго раздела основных мекленбургских земель по Фаренхольцскому договору при разделе территории под управлением герцогов Мекленбургских. Деление владений Мекленбурга по названию резиденций на шверинские и гюстровские существовало за некоторыми перерывами после смерти Генриха IV Толстого в 1477 году и вновь с 1520 года по Нойбранденбургскому династийному договору. В этом договоре подтверждался раздел мекленбургских земель на части Шверин и Гюстров после смерти Магнуса II, которого добился его сын Альбрехт VII. По традиции шверинскими стали западные, а гюстровскими — восточные территории Мекленбурга.
При разделе земель в 1621 году между Адольфом Фридрихом I и Иоганном Альбрехтом II последний получил в Гюстров амты Гюстров, Рибниц, Шван, Даргун, Гноиен, Нойкален, Плау, города Фридланд, Краков, Лааге, Мальхин, Марлов, Нойбранденбург, Пенцлин, Рёбель, Зюльце, Тетеров и Вольдегк. Общими остались город Росток с Варнемюнде и четыре монастыря — Доббертин, Мальхов, Рибниц и монастырь Святого Креста в Ростоке.
По настоянию сословий общими остались придворный и земельный суды, консисторий, ландтаг, решения по границам и расходы имперского верховного суда.
Этот раздел владений не получил признания по имперскому и ленному праву. Поэтому титул двух правителей возникших таким образом владений остался прежним, и без каких-либо различий они именовали себя герцогами Мекленбургскими. Во избежание путаницы неофициально к этому титулу добавлялось название владений.

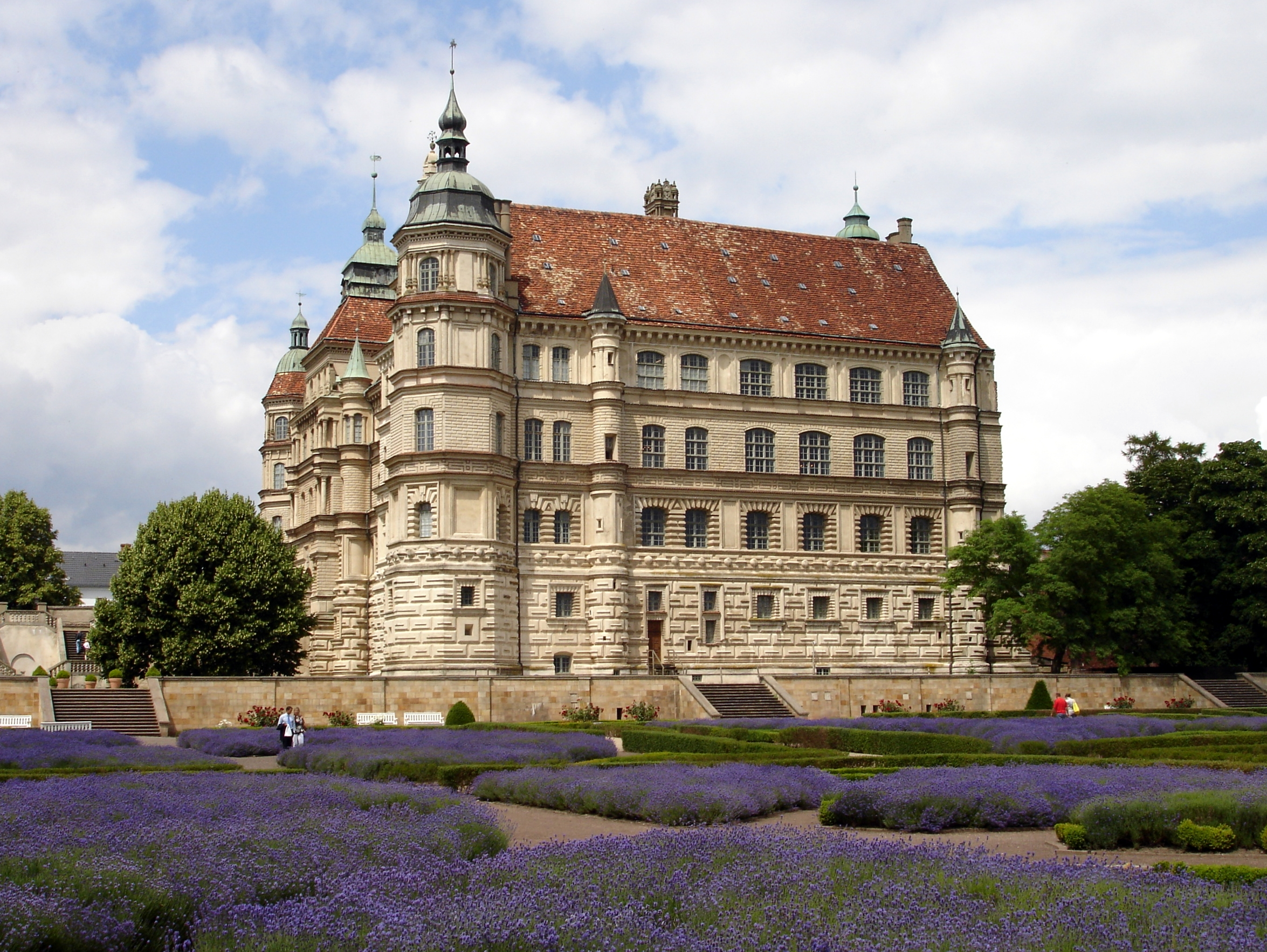
Гюстровский замок

Герцогская резиденция до 1695 года располагалась в Гюстрове. После временного изгнания Абодритов в 1628—1630 годах Гюстровский замок служил резиденцией назначенному герцогом Мекленбурга Альбрехту фон Валленштейну. В 1631 году после свержения Валленштейна в свою резиденцию вернулся беглый герцог Мекленбург-Гюстрова Иоганн Альбрехт II.
После смерти его сына Густава Адольфа Мекленбургского в 1695 году династийная мужская линия Мекленбург-Гюстров угасла уже во втором поколении. Правовая неопределённость привела впоследствии к многолетнему конфликту между наследниками внутри Мекленбургской династии, который временами принимал военный характер и в конечном итоге был устранён только под влиянием императора и иностранных держав из Нижнесаксонского имперского округа.
8 марта 1701 года в Гамбурге после продолжавшихся несколько лет переговоров герцоги Фридрих Вильгельм I, правивший в Мекленбург-Шверине, и Адольф Фридрих II, будущий правитель образуемого герцогства Мекленбург-Стрелиц пришли к соглашению о том, что гюстровское наследство следует разделить между ними по стоимости (Гамбургский договор 1701 года). Соответственно шверинскому герцогу формально отошла часть герцогства Мекленбург-Гюстров с причитающимся голосом в рейхстаге Священной Римской империи (но без уступленных Стрелицу территорий). Тем самым название «Мекленбург-Гюстров» было сохранено в юридических документах до конца старой империи. Оставшаяся в великом герцогстве часть Мекленбург-Гюстрова, имевшая больший размер, образовала так называемый вендский округ мекленбургского государства.

## Правители
| Время правления | Имя                                                                  | Происхождение            |
| --------------- | -------------------------------------------------------------------- | ------------------------ |
| 1520-1547       | Альбрехт VII Красивый, герцог Мекленбурга (1503—1547)                | сын Магнуса II           |
| 1547-1555       | Иоганн Альбрехт I, герцог Мекленбурга (1525—1576)                    | сын Альбрехта VII        |
| 1555-1603       | Ульрих, герцог Мекленбурга (1527—1603)                               | сын Альбрехта VII        |
| 1603-1610       | Карл I, герцог Мекленбурга (1540—1610)                               | сын Альбрехта VII        |
| 1611-1628       | Иоганн Альбрехт II (Ганс Альбрехт), герцог Мекленбурга (1590—1636)   | сын Иоганна VII          |
| (1628-1632)     | Альбрехт фон Валленштейн (1583—1634)                                 |                          |
| 1632-1636       | Иоганн Альбрехт II (Ганс Альбрехт), герцог Мекленбургский (см. выше) |                          |
| 1636-1695       | Густав Адольф, герцог Мекленбурга (1636—1695)                        | сын Иоганна Альбрехта II |
| (1695-1701)     | Фридрих Вильгельм (I), герцог Мекленбурга (1675—1713)                |                          |